# Spionida
Gli Spionida sono un ordine dei Polychaeta.

## Tassonomia
Al febbraio 2023 comprende l'unico subordine Spioniformia che a sua volta racchiude le seguenti cinque famiglie più altre due accettate come sinonimi:
- Apistobranchidae Mesnil & Caullery, 1898
- Poecilochaetidae Hannerz, 1956
- Spionidae Grube, 1850
- Trochochaetidae Pettibone, 1963
- Uncispionidae Green, 1982

- Disomidae Mesnil, 1897 accettato come Trochochaetidae Pettibone, 1963
- Polydoridae Benham, 1896 accettato come Spionidae Grube, 1850